# Kolsko (plaats)
Kolsko is een dorp in het Poolse woiwodschap Lubusz, in het district Nowosolski. De plaats maakt deel uit van de gemeente Kolsko en telt ca.1000 inwoners.